# 보령 장현리 귀학송
보령 장현리 귀학송(保寧 長峴里 歸鶴松)은 대한민국 충청남도 보령시 청라면에 있는 소나무다. 2002년 1월 10일 충청남도의 기념물 제159호로 지정되었다.

## 개요
조선 명종 때 홍산(지금의 부여군 홍산면)현감을 지낸 이산광(李山光)이란 선비가 당쟁(黨爭)에 회의를 느껴 낙향하여 소나무를 심어 귀학송이 되었다고 한다.
선비는 정자를 짓고 시를 읊고, 학문을 연구하여 후진양성에 힘썼다.
정자에 학들이 날아와 ‘귀학정(歸鶴亭)’이라 하였고, 서로 다른 두 뿌리에 6가지로 뻗어있는 모습이 아름다워 일명 ‘육소나무’로 불린다.

## 현지 안내문
조선 선조 때 영의정을 지낸 아계 이산해의 동생이자 토정 이지함의 조카인 동계 이산광이 광해군의 정치에 회의를 느껴 벼슬을 버리고, 이곳에 낙향하여 은거하며 시와 글을 짓고 후학을 양성하던 곳이 귀학정이란 정자였다. 이후 이 지역에 한산이씨 후손들이 살았고 그의 6대손인 이실이 소나무를 심었는데, 줄기가 6가지로 뻗은 아름다운 형태의 소나무로 성장하여 후세 사람들은 귀학송 또는 육소나무라 부르며 오늘에 이르고 있다.

## 참고 자료
- 보령장현리귀학송 - 국가유산청 국가유산포털